# Girac
Pour les articles homonymes, voir Girac (homonymie).
Girac est une commune française située dans le nord-est du département du Lot, en région Occitanie. Sur le plan historique et culturel, la commune est dans le pays de Brive, un territoire à la croisée du Limousin, du Quercy et du Périgord.
Exposée à un climat océanique altéré, elle est drainée par la Dordogne et par divers autres petits cours d'eau. Incluse dans le bassin de la Dordogne, la commune possède un patrimoine naturel remarquable : deux sites Natura 2000 (la « vallée de la Dordogne quercynoise » et la « vallée de la Cère et tributaires »), un espace protégé (le « cours lotois de la Dordogne ») et quatre zones naturelles d'intérêt écologique, faunistique et floristique.
Girac est une commune rurale qui compte 353 habitants en 2022. Elle est dans l'agglomération de Biars-sur-Cère et fait partie de l'aire d'attraction de Biars-sur-Cère - Saint-Céré. Ses habitants sont appelés les Giracois ou  Giracoises.

## Géographie
La commune de Girac est située au nord du Lot. Elle est délimitée entre autres par le confluent de deux rivières : au nord et à l'ouest la Dordogne marque sur une partie la limite avec la Corrèze; au sud la Cère, rivière se jetant dans la Dordogne à l'intersection des communes de Girac, Tauriac et Prudhomat.
Du fait de sa situation entre les deux cours d'eau, Girac est la commune la plus plate du canton de Bretenoux. Elle est traversée par la route départementale 803 Souillac-Bretenoux.

### Communes limitrophes
| Liourdres (Corrèze) | Astaillac (Corrèze) | Gagnac-sur-Cère |
|                     | Girac               | Biars-sur-Cère  |
| Tauriac             | Prudhomat           | Bretenoux       |

### Climat
Pour des articles plus généraux, voir Climat de l'Occitanie et Climat du Lot.
En 2010, le climat de la commune est de type climat méditerranéen altéré, selon une étude s'appuyant sur une série de données couvrant la période 1971-2000. En 2020, Météo-France publie une typologie des climats de la France métropolitaine dans laquelle la commune est exposée à un climat de montagne ou de marges de montagne et est dans la région climatique Ouest et nord-ouest du Massif Central, caractérisée par une pluviométrie annuelle de 900 à 1 500 mm, maximale en automne et en hiver.
Pour la période 1971-2000, la température annuelle moyenne est de 12,9 °C, avec une amplitude thermique annuelle de 15,7 °C. Le cumul annuel moyen de précipitations est de 947 mm, avec 11,5 jours de précipitations en janvier et 6,8 jours en juillet. Pour la période 1991-2020, la température moyenne annuelle observée sur la station météorologique la plus proche, située sur la commune de Camps-Saint-Mathurin-Léobazel à 15 km à vol d'oiseau, est de 11,1 °C et le cumul annuel moyen de précipitations est de 1 432,2 mm,. Pour l'avenir, les paramètres climatiques de la commune estimés pour 2050 selon différents scénarios d’émission de gaz à effet de serre sont consultables sur un site dédié publié par Météo-France en novembre 2022.

### Milieux naturels et biodiversité

#### Espaces protégés
La protection réglementaire est le mode d’intervention le plus fort pour préserver des espaces naturels remarquables et leur biodiversité associée,.
La commune fait partie du bassin de la Dordogne, un territoire  reconnu réserve de biosphère par l'UNESCO en juillet 2012,.
Un  autre espace protégé est présent sur la commune : 
le « cours lotois de la Dordogne », objet d'un arrêté de protection de biotope, d'une superficie de 569,6 ha.

#### Réseau Natura 2000

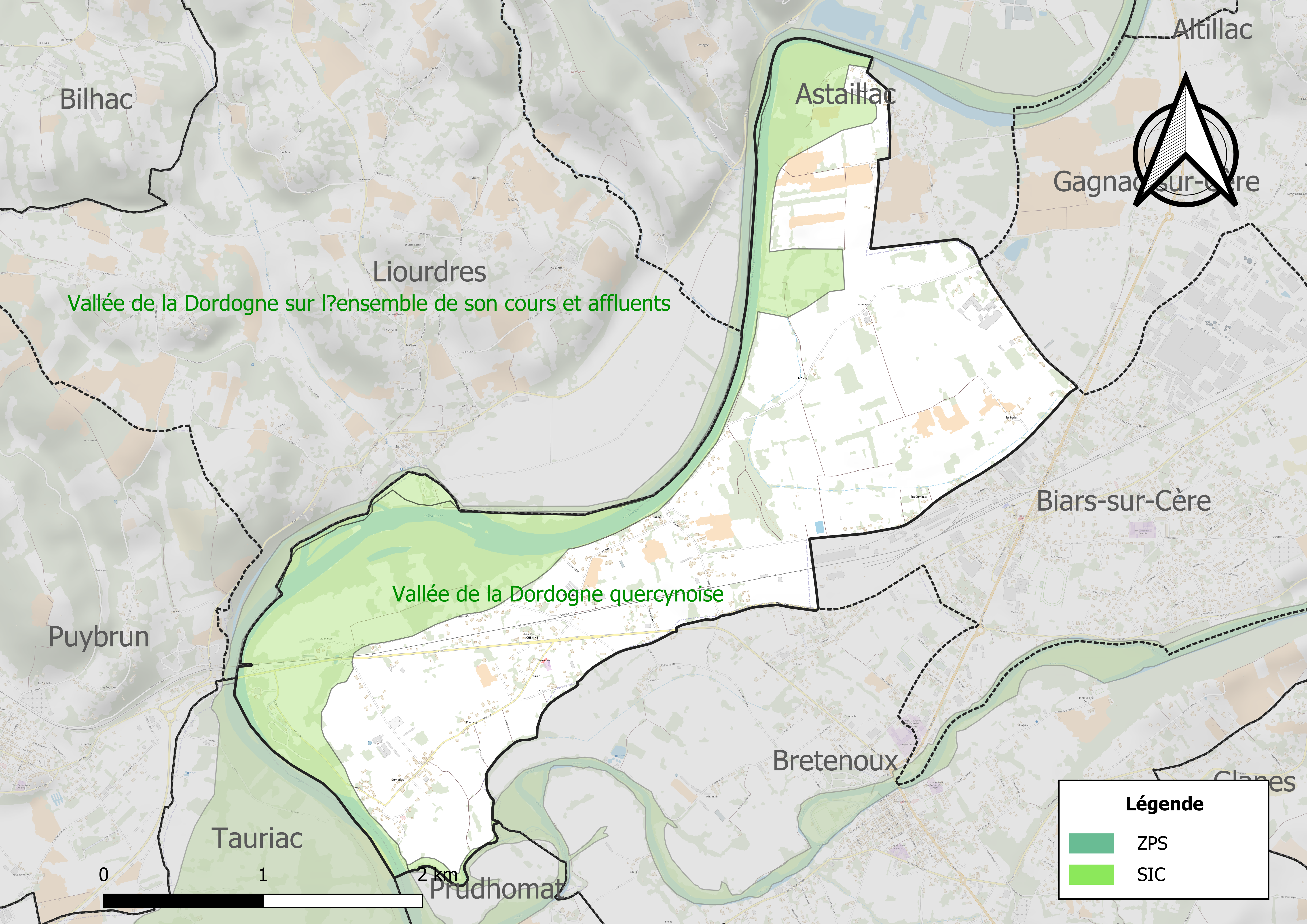
Sites Natura 2000 sur le territoire communal.

Le réseau Natura 2000 est un réseau écologique européen de sites naturels d'intérêt écologique élaboré à partir des directives habitats et oiseaux, constitué de zones spéciales de conservation (ZSC) et de zones de protection spéciale (ZPS).
Deux sites Natura 2000 ont été définis sur la commune au titre de la directive habitats :
- la « vallée de la Dordogne quercynoise », d'une superficie de 5 567 ha, qui présente des milieux aquatiques d'intérêt majeur et de un important éventail des milieux alluviaux qui abritent, outre un nombre significatif d'espèces de l'annexe II, de nombreuses espèces localisées à rares aux niveaux régional ou national[15] ;
- la « vallée de la Cère et tributaires », d'une superficie de 3 031 ha, qui présente un intérêt notable largement lié à la présence de frayères potentielles pour les poissons migrateurs anadromes (Salmo salar, Petromyzon marinus) ainsi que par la présence de la loutre[16] ;

#### Zones naturelles d'intérêt écologique, faunistique et floristique
L’inventaire des zones naturelles d'intérêt écologique, faunistique et floristique (ZNIEFF) a pour objectif de réaliser une couverture des zones les plus intéressantes sur le plan écologique, essentiellement dans la perspective d’améliorer la connaissance du patrimoine naturel national et de fournir aux différents décideurs un outil d’aide à la prise en compte de l’environnement dans l’aménagement du territoire.
Deux ZNIEFF de type 1 sont recensées sur la commune :
- « la Dordogne quercynoise » (2 081 ha), couvrant 24 communes dont deux en Corrèze, deux en Dordogne et vingt dans le Lot[18], qui comprend de nombreuses espèces déterminantes (soixante-six  animales et cinquante végétales) ;
- la « rivière de la Cère et ruisseau d'Orgues » (737 ha), couvrant 14 communes dont une dans le Cantal, quatre dans la Corrèze et neuf dans le Lot[19]

et deux ZNIEFF de type 2, : 
- la « vallée de la Dordogne quercynoise » (8 758 ha), couvrant 28 communes[Note 4] : deux en Corrèze, deux en Dordogne et vingt-quatre dans le Lot[20] ;
- la « vallée et gorges de la Cère » (6 777 ha), couvrant 22 communes dont quatre dans le Cantal, six dans la Corrèze et 12 dans le Lot[21].

Carte des ZNIEFF de type 1 et 2 à Girac.
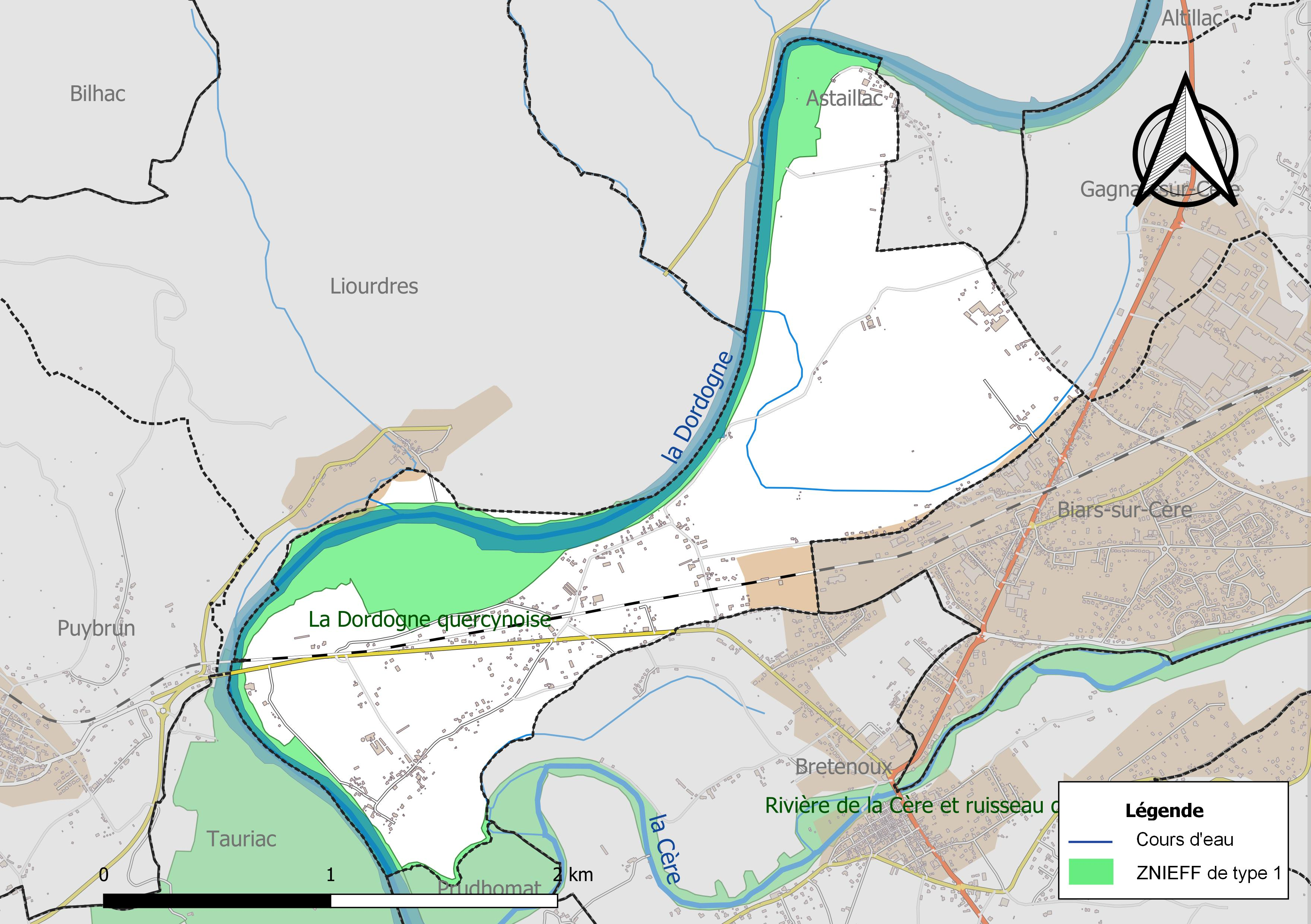
Carte des ZNIEFF de type 1 sur la commune.
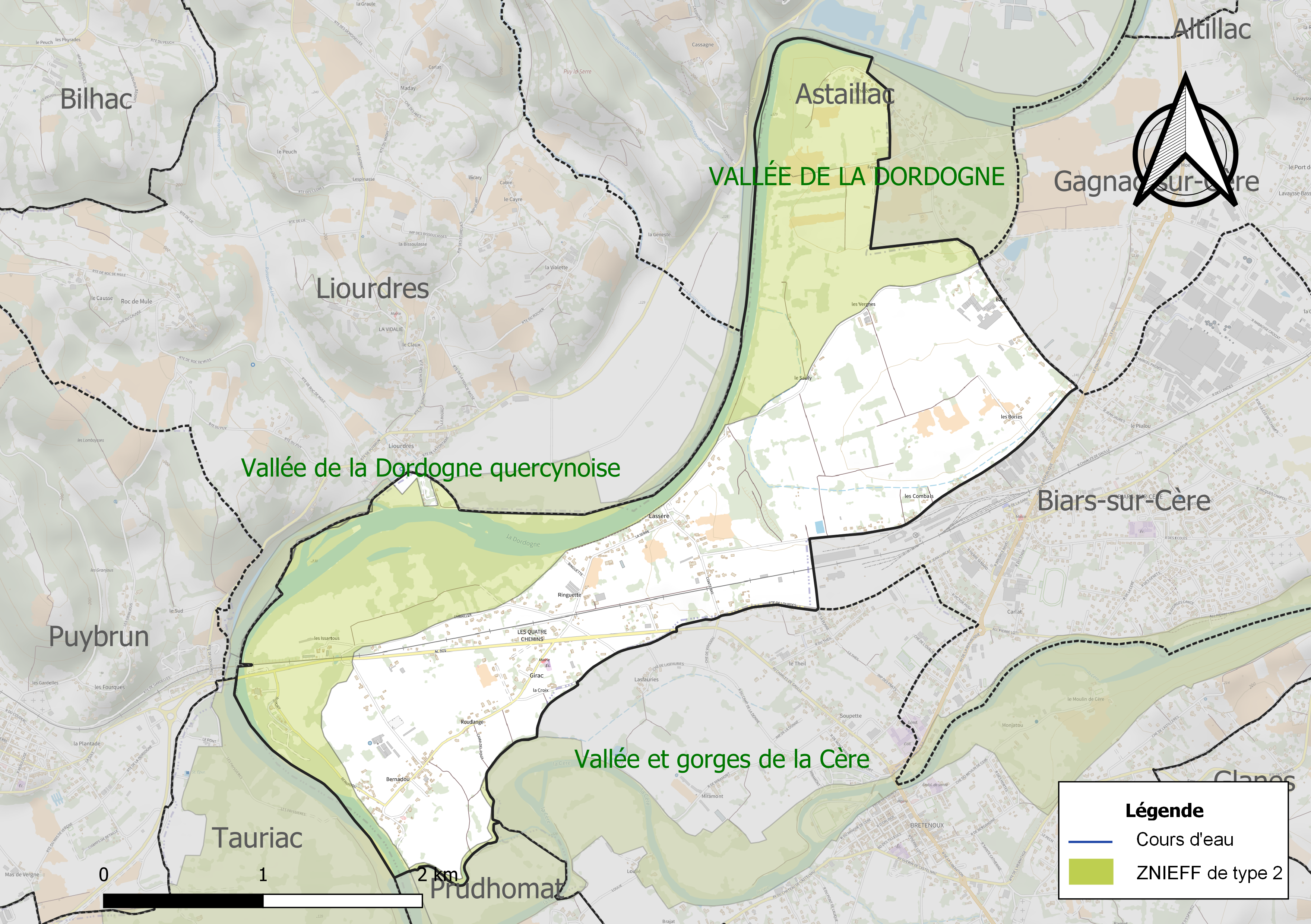
Carte des ZNIEFF de type 2 sur la commune.

## Urbanisme

### Typologie
Au 1er janvier 2024, Girac est catégorisée commune rurale à habitat dispersé, selon la nouvelle grille communale de densité à sept niveaux définie par l'Insee en 2022.
Elle appartient à l'unité urbaine de Biars-sur-Cère, une agglomération intra-départementale regroupant quatre  communes, dont elle est une commune de la banlieue,,. Par ailleurs la commune fait partie de l'aire d'attraction de Biars-sur-Cère - Saint-Céré, dont elle est une commune de la couronne,. Cette aire, qui regroupe 49 communes, est catégorisée dans les aires de moins de 50 000 habitants,.

### Occupation des sols
L'occupation des sols de la commune, telle qu'elle ressort de la base de données européenne d’occupation biophysique des sols Corine Land Cover (CLC), est marquée par l'importance des territoires agricoles (82,2 % en 2018), une proportion sensiblement équivalente à celle de 1990 (82,1 %). La répartition détaillée en 2018 est la suivante : 
zones agricoles hétérogènes (46,3 %), terres arables (35,9 %), eaux continentales (15 %), zones industrielles ou commerciales et réseaux de communication (2 %), zones urbanisées (0,7 %). L'évolution de l’occupation des sols de la commune et de ses infrastructures peut être observée sur les différentes représentations cartographiques du territoire : la carte de Cassini (XVIIIe siècle), la carte d'état-major (1820-1866) et les cartes ou photos aériennes de l'IGN pour la période actuelle (1950 à aujourd'hui).

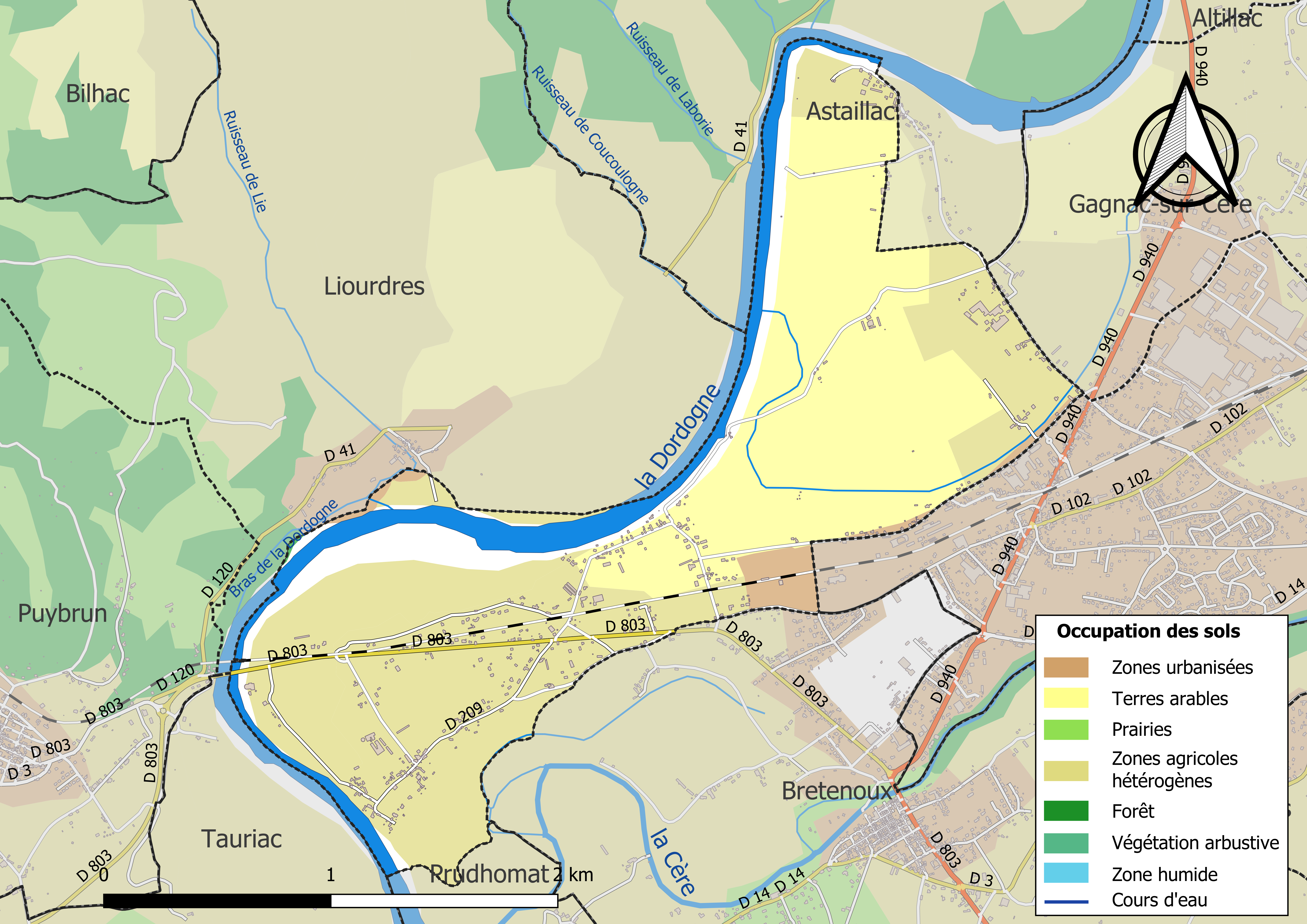
Carte des infrastructures et de l'occupation des sols de la commune en 2018 (CLC).

### Risques majeurs
Le territoire de la commune de Girac est vulnérable à différents aléas naturels : météorologiques (tempête, orage, neige, grand froid, canicule ou sécheresse), inondations, feux de forêts, mouvements de terrains et séisme (sismicité très faible). Il est également exposé à deux risques technologiques,  le transport de matières dangereuses et la rupture d'un barrage. Un site publié par le BRGM permet d'évaluer simplement et rapidement les risques d'un bien localisé soit par son adresse soit par le numéro de sa parcelle.

#### Risques naturels
Certaines parties du territoire communal sont susceptibles d’être affectées par le risque d’inondation par débordement de cours d'eau, notamment la Dordogne. La cartographie des zones inondables en ex-Midi-Pyrénées réalisée dans le cadre du XIe Contrat de plan État-région, visant à informer les citoyens et les décideurs sur le risque d’inondation, est accessible sur le site de la DREAL Occitanie. La commune a été reconnue en état de catastrophe naturelle au titre des dommages causés par les inondations et coulées de boue survenues en 1982, 1989 et 1999,.
Girac est exposée au risque de feu de forêt. Un plan départemental de protection des forêts contre les incendies a été approuvé par arrêté préfectoral le 30 novembre 2015 pour la période 2015-2025. Les propriétaires doivent ainsi couper les broussailles, les arbustes et les branches basses sur une profondeur de 50 mètres, aux abords des constructions, chantiers, travaux et installations de toute nature, situées à moins de 200 mètres de terrains en nature
de bois, forêts, plantations, reboisements, landes ou friches. Le brûlage des déchets issus de l’entretien des parcs et jardins des ménages et des collectivités est interdit. L’écobuage est également interdit, ainsi que les feux de type méchouis et barbecues, à l’exception de ceux prévus dans des installations fixes (non situées sous couvert d'arbres) constituant une dépendance d'habitation.

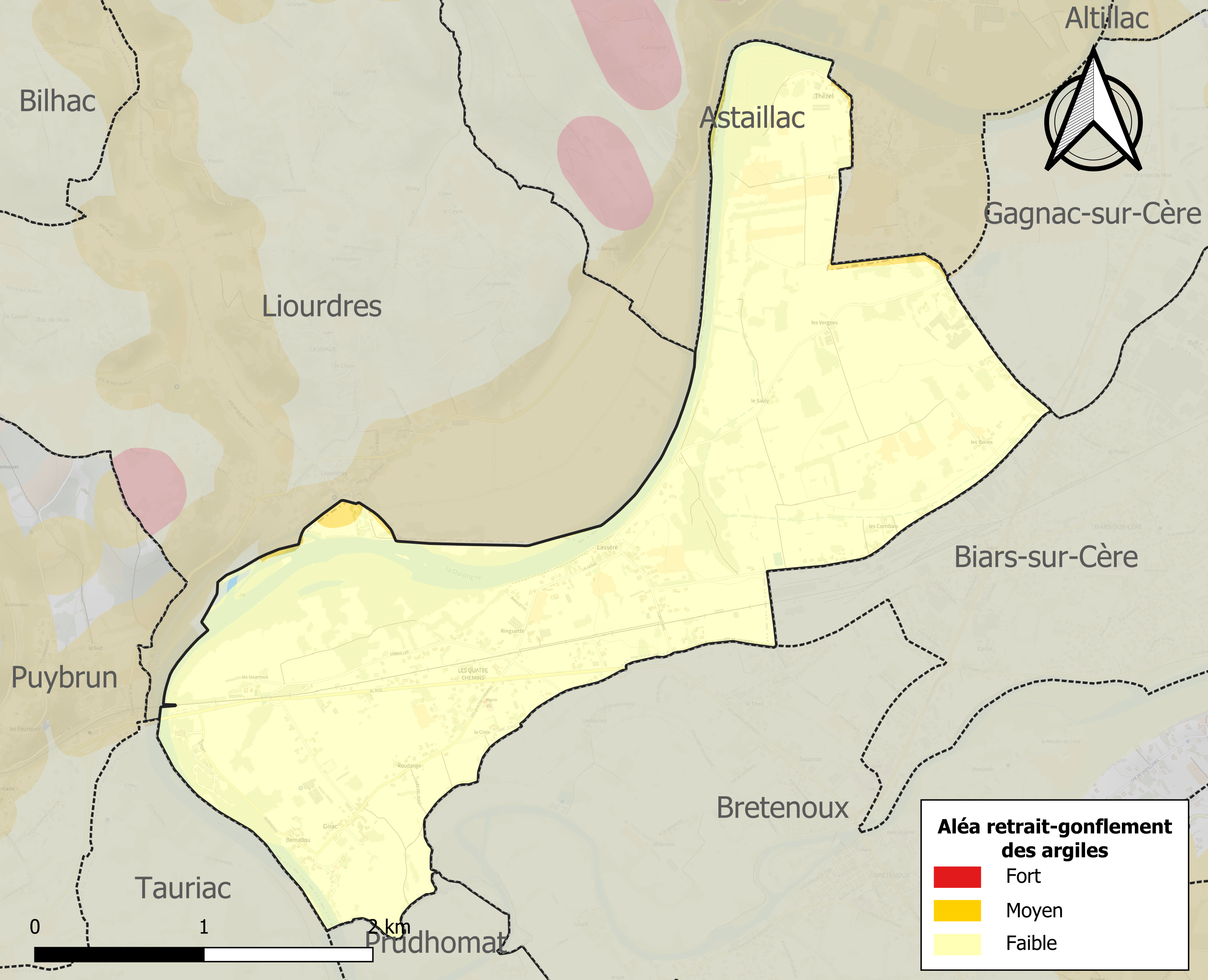
Carte des zones d'aléa retrait-gonflement des sols argileux de Girac.

Les mouvements de terrains susceptibles de se produire sur la commune sont des glissements de terrain et des tassements différentiels.
Le retrait-gonflement des sols argileux est susceptible d'engendrer des dommages importants aux bâtiments en cas d’alternance de périodes de sécheresse et de pluie. 1 % de la superficie communale est en aléa moyen ou fort (67,7 % au niveau départemental et 48,5 % au niveau national). Sur les 211 bâtiments dénombrés sur la commune en 2019, 4 sont en aléa moyen ou fort, soit 2 %, à comparer aux 72 % au niveau départemental et 54 % au niveau national. Une cartographie de l'exposition du territoire national au retrait gonflement des sols argileux est disponible sur le site du BRGM,.
Par ailleurs, afin de mieux appréhender le risque d’affaissement de terrain, l'inventaire national des cavités souterraines permet de localiser celles situées sur la commune.
Concernant les mouvements de terrains, la commune a été reconnue en état de catastrophe naturelle au titre des dommages causés par des mouvements de terrain en 1999.

#### Risques technologiques
Le risque de transport de matières dangereuses sur la commune est lié à sa traversée par une infrastructure ferroviaire. Un accident se produisant sur une telle infrastructure est susceptible d’avoir des effets graves sur les biens, les personnes ou l'environnement, selon la nature du matériau transporté. Des dispositions d’urbanisme peuvent être préconisées en conséquence.
La commune est en outre située en aval des barrages de Saint-Étienne-Cantalès et de Bort-les-Orgues, des ouvrages de classe A disposant d'une retenue de respectivement 133 millions et 477 millions de mètres cubes,. À ce titre elle est susceptible d’être touchée par l’onde de submersion consécutive à la rupture d'un de ces ouvrages.

## Toponymie
Le toponyme Girac, d'origine gallo-romaine, est basé sur un anthroponyme germanique qui pourrait dater des invasions barbares : Agaricus ou Igeracus et chute de l'initiale. La terminaison -ac est issue du suffixe gaulois -acon (lui-même du celtique commun *-āko-), souvent latinisé en -acum dans les textes.

## Histoire
De la seconde moitié du XIIe siècle jusqu’à la Révolution, la paroisse fut unie à celle de Bonneviole, actuellement hameau de Prudhomat, dont l’église Saint-Gilles était alors accostée d’une léproserie et d’un hôpital qui recevait les pèlerins de Saint-Jacques-de-Compostelle.
Cette communauté faisait partie de la subdélégation de Souillac, élection de Figeac.

## Politique et administration
| Période                                  | Période               | Identité                | Étiquette | Qualité     |
| ---------------------------------------- | --------------------- | ----------------------- | --------- | ----------- |
| 1796                                     | 1800                  | Jean Pierre Foumenteze  |           |             |
| 1800                                     | 1814                  | Pierre-Louis Lescure    |           | notaire     |
| 1814                                     | 1814                  | Pierre Gaillard         |           |             |
| 1815                                     | 1816                  | Jean Rouan              |           |             |
| 1816                                     | 1848                  | Etienne Martin Gaillard |           |             |
| 1849                                     | 1852                  | Baptiste Mamet          |           |             |
| 1852                                     | 1858                  | François Blacard        |           |             |
| 1858                                     | 1871                  | Stanislas Cérice Costes |           |             |
| 1871                                     | 1884                  | Marc Erignoux           |           |             |
| 1884                                     | 1891                  | Pierre Maillé           |           |             |
| 1891                                     | 1907                  | Etienne Mamoul          |           |             |
| 1907                                     | 1908                  | Pierre Maillé           |           |             |
| 1908                                     | 1912                  | Emile Trassy            |           |             |
| 1912                                     | 1929                  | Blaise Maillé           |           |             |
| 1929                                     | 1935                  | Gabriel Dufau           |           |             |
| 1935                                     | 1953                  | Albert Lafougal         |           |             |
| 1953                                     | 1985                  | Joseph Costes           |           |             |
| 1985                                     | 2008                  | Michel Brandes          |           |             |
| mars 2008                                | décembre 2020 (décès) | Sylvie Fourquet         |           |             |
| mars 2021                                | En cours              | Phillippe Boissac       |           | Agriculteur |
| Les données manquantes sont à compléter. |                       |                         |           |             |

### Eau et déchets
À Girac, en 2023, plus de 50% de l'eau traitée pour la consommation humaine se perd avant d'arriver aux robinets des habitants.

## Démographie
L'évolution du nombre d'habitants est connue à travers les recensements de la population effectués dans la commune depuis 1793. Pour les communes de moins de 10 000 habitants, une enquête de recensement portant sur toute la population est réalisée tous les cinq ans, les populations de référence des années intermédiaires étant quant à elles estimées par interpolation ou extrapolation. Pour la commune, le premier recensement exhaustif entrant dans le cadre du nouveau dispositif a été réalisé en 2005.

En 2022, la commune comptait 353 habitants, en évolution de −7,11 % par rapport à 2016 (Lot : +1,31 %, France hors Mayotte : +2,11 %).
| 1793 | 1800 | 1806 | 1821 | 1831 | 1836 | 1841 | 1846 | 1851 |
| ---- | ---- | ---- | ---- | ---- | ---- | ---- | ---- | ---- |
| 252  | 269  | 289  | 281  | 302  | 309  | 320  | 329  | 338  |

| 1856 | 1861 | 1866 | 1872 | 1876 | 1881 | 1886 | 1891 | 1896 |
| ---- | ---- | ---- | ---- | ---- | ---- | ---- | ---- | ---- |
| 337  | 298  | 306  | 343  | 327  | 318  | 324  | 322  | 292  |

| 1901 | 1906 | 1911 | 1921 | 1926 | 1931 | 1936 | 1946 | 1954 |
| ---- | ---- | ---- | ---- | ---- | ---- | ---- | ---- | ---- |
| 289  | 286  | 294  | 262  | 278  | 283  | 278  | 307  | 273  |

| 1962 | 1968 | 1975 | 1982 | 1990 | 1999 | 2005 | 2006 | 2010 |
| ---- | ---- | ---- | ---- | ---- | ---- | ---- | ---- | ---- |
| 270  | 266  | 276  | 312  | 329  | 341  | 406  | 405  | 369  |

| 2015 | 2020 | 2022 | - | - | - | - | - | - |
| ---- | ---- | ---- | - | - | - | - | - | - |
| 377  | 360  | 353  | - | - | - | - | - | - |

## Économie

### Revenus
En 2018, la commune compte 172 ménages fiscaux, regroupant 367 personnes. La médiane du revenu disponible par unité de consommation est de 20 720 € (20 740 € dans le département).

### Emploi
|                | 2008  | 2013  | 2018  |
| -------------- | ----- | ----- | ----- |
| Commune        | 5,7 % | 5,7 % | 8,7 % |
| Département    | 7,3 % | 8,9 % | 9,6 % |
| France entière | 8,3 % | 10 %  | 10 %  |

En 2018, la population âgée de 15 à 64 ans s'élève à 213 personnes, parmi lesquelles on compte 76,8 % d'actifs (68,1 % ayant un emploi et 8,7 % de chômeurs) et 23,2 % d'inactifs,. Depuis 2008, le taux de chômage communal (au sens du recensement) des 15-64 ans est inférieur à celui de la France et du département.
La commune fait partie de la couronne de l'aire d'attraction de Biars-sur-Cère - Saint-Céré, du fait qu'au moins 15 % des actifs travaillent dans le pôle,. Elle compte 57 emplois en 2018, contre 62 en 2013 et 79 en 2008. Le nombre d'actifs ayant un emploi résidant dans la commune est de 151, soit un indicateur de concentration d'emploi de 37,3 % et un taux d'activité parmi les 15 ans ou plus de 53,1 %.
Sur ces 151 actifs de 15 ans ou plus ayant un emploi, 16 travaillent dans la commune, soit 11 % des habitants. Pour se rendre au travail, 89,8 % des habitants utilisent un véhicule personnel ou de fonction à quatre roues, 6,7 % s'y rendent en deux-roues, à vélo ou à pied et 3,4 % n'ont pas besoin de transport (travail au domicile).

### Activités hors agriculture
27 établissements sont implantés  à Girac au 31 décembre 2019.
Le secteur de la construction est prépondérant sur la commune puisqu'il représente 33,3 % du nombre total d'établissements de la commune (9 sur les 27 entreprises implantées  à Girac), contre 13,9 % au niveau départemental.

### Agriculture
|               | 1988 | 2000 | 2010 | 2020 |
| ------------- | ---- | ---- | ---- | ---- |
| Exploitations | 24   | 18   | 9    | 7    |
| SAU (ha)      | 237  | 226  | nd   | 199  |

La commune est dans la vallée de la Dordogne », une petite région agricole occupant du petite partie (7 communes) du nord du territoire du département du Lot. En 2020, l'orientation technico-économique de l'agriculture  sur la commune est la combinaisons de granivores (porcins, volailles). Sept exploitations agricoles ayant leur siège dans la commune sont dénombrées lors du recensement agricole de 2020 (24 en 1988). La superficie agricole utilisée est de 199 ha,,.

## Culture locale et patrimoine

### Lieux et monuments
- Église Saint-Martin : ancienne chapelle dépendant du château de Castelnau. L'édifice est référencé dans la base Mérimée et à l'Inventaire général Région Occitanie[47]. Plusieurs objets sont référencer dans la base Palissy[47].

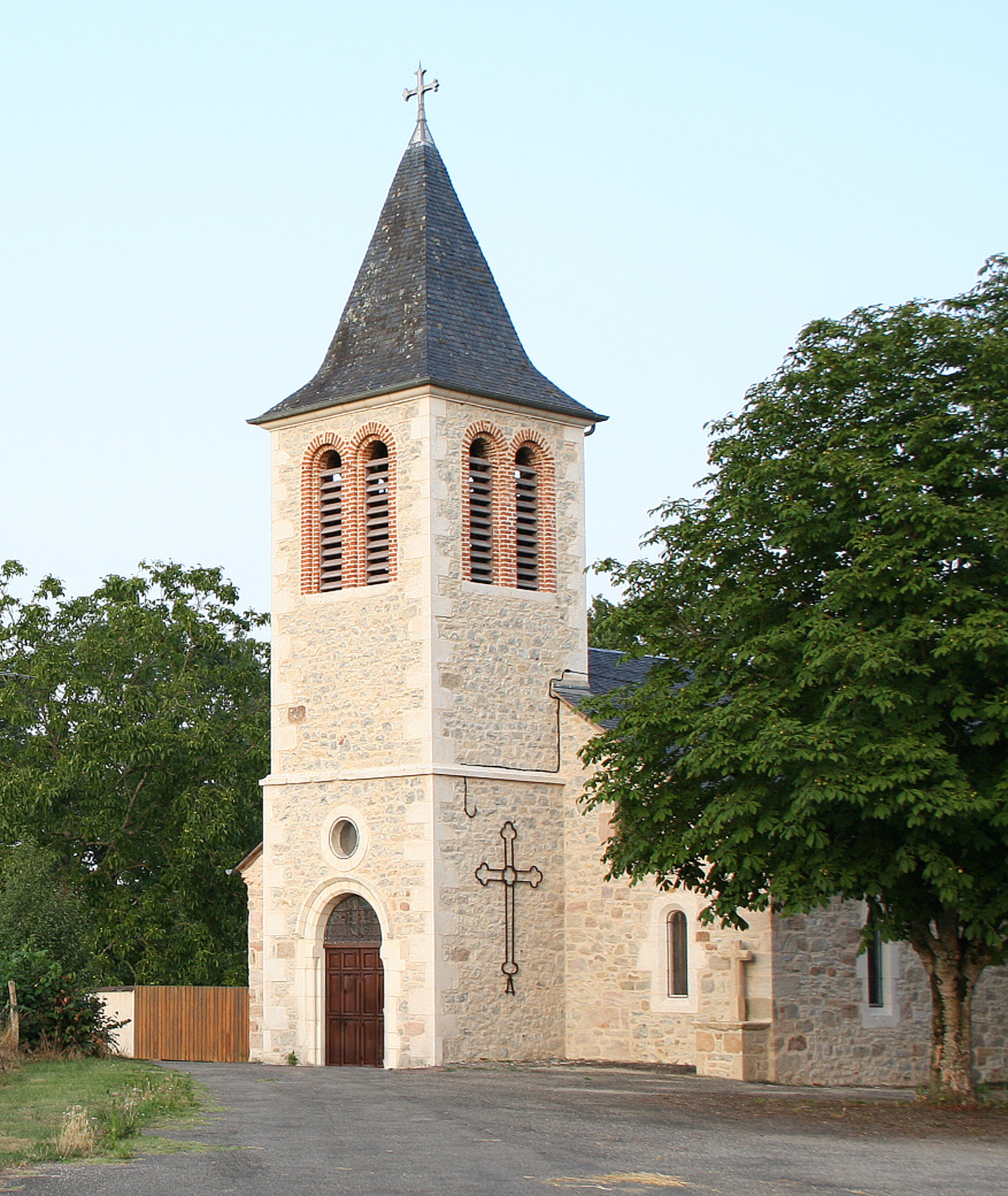
Église Saint-Martin.

#### Site de l'Insee
1. ↑  « La grille communale de densité », sur le site de l'Insee, 28 mai 2024 (consulté le 28 juin 2024).
2. ↑  « Unité urbaine 2020 de Biars-sur-Cère », sur le site de l'Insee (consulté le 28 juin 2024).
3. 1 2  Insee, « Métadonnées de la commune de Girac ».
4. ↑  « Liste des communes composant l'aire d'attraction de Biars-sur-Cère - Saint-Céré », sur le site de l'Insee (consulté le 28 juin 2024).
5. ↑  Marie-Pierre de Bellefon, Pascal Eusebio, Jocelyn Forest, Olivier Pégaz-Blanc et Raymond Warnod (Insee), « En France, neuf personnes sur dix vivent dans l’aire d’attraction d’une ville », sur le site de l'Insee, 21 octobre 2020 (consulté le 28 juin 2024).
6. ↑  « REV T1 - Ménages fiscaux de l'année 2018 à Girac » (consulté le 5 février 2022).
7. ↑  « REV T1 - Ménages fiscaux de l'année 2018 dans le Lot » (consulté le 5 février 2022).
8. 1 2  « Emp T1 - Population de 15 à 64 ans par type d'activité en 2018 à Girac » (consulté le 5 février 2022).
9. ↑  « Emp T1 - Population de 15 à 64 ans par type d'activité en 2018 dans le Lot » (consulté le 5 février 2022).
10. ↑  « Emp T1 - Population de 15 à 64 ans par type d'activité en 2018 dans la France entière » (consulté le 5 février 2022).
11. ↑  « Base des aires d'attraction des villes 2020 », sur site de l'Insee (consulté le 10 avril 2021).
12. ↑  « Emp T5 - Emploi et activité en 2018 à Girac » (consulté le 5 février 2022).
13. ↑  « ACT T4 - Lieu de travail des actifs de 15 ans ou plus ayant un emploi qui résident dans la commune en 2018 » (consulté le 5 février 2022).
14. ↑  « ACT G2 - Part des moyens de transport utilisés pour se rendre au travail en 2018 » (consulté le 5 février 2022).
15. ↑  « DEN T5 - Nombre d'établissements par secteur d'activité au 31 décembre 2019 à Girac » (consulté le 14 février 2022).
16. ↑  « DEN T5 - Nombre d'établissements par secteur d'activité au 31 décembre 2019 dans le Lot » (consulté le 14 février 2022).

#### Autres sources
1. ↑  Carte IGN sous Géoportail
2. 1 2  Daniel Joly, Thierry Brossard, Hervé Cardot, Jean Cavailhes, Mohamed Hilal et Pierre Wavresky, « Les types de climats en France, une construction spatiale », Cybergéo, revue européenne de géographie - European Journal of Geography, no 501,‎ 18 juin 2010 (DOI 10.4000/cybergeo.23155, lire en ligne, consulté le 14 novembre 2023)
3. ↑  « Zonages climatiques en France métropolitaine. », sur pluiesextremes.meteo.fr (consulté le 14 novembre 2023).
4. ↑  « Orthodromie entre Girac et Camps-Saint-Mathurin-Léobazel », sur fr.distance.to (consulté le 14 novembre 2023).
5. ↑  « Station Météo-France « Camps » (commune de Camps-Saint-Mathurin-Léobazel) - fiche climatologique - période 1991-2020 », sur donneespubliques.meteofrance.fr (consulté le 14 novembre 2023).
6. ↑  « Station Météo-France « Camps » (commune de Camps-Saint-Mathurin-Léobazel) - fiche de métadonnées. », sur donneespubliques.meteofrance.fr (consulté le 14 novembre 2023).
7. ↑  « Climadiag Commune : diagnostiquez les enjeux climatiques de votre collectivité. », sur meteofrance.fr, novembre 2022 (consulté le 14 novembre 2023).
8. ↑  « Les espaces protégés. », sur le site de l'INPN (consulté le 10 mai 2022).
9. ↑  « Liste des espaces protégés sur la commune », sur le site de l'inventaire national du patrimoine naturel (consulté le 2 septembre 2021).
10. ↑  « Réserve de biosphère du bassin de la Dordogne », sur mab-france.org (consulté le 2 septembre 2021).
11. ↑  « Bassin de la Dordogne - zone tampon - fiche descriptive », sur le site de l'inventaire national du patrimoine naturel (consulté le 1er septembre 2021).
12. ↑  « le « cours lotois de la Dordogne » - fiche descriptive », sur le site de l'inventaire national du patrimoine naturel (consulté le 2 septembre 2021).
13. ↑  Réseau européen Natura 2000, Ministère de la transition écologique et solidaire
14. ↑  « Liste des zones Natura 2000 de la commune de Girac », sur le site de l'Inventaire national du patrimoine naturel (consulté le 2 septembre 2021).
15. ↑  « site Natura 2000 FR7300898 - fiche descriptive », sur le site de l'inventaire national du patrimoine naturel (consulté le 2 septembre 2021).
16. ↑  « site Natura 2000 FR7300900 - fiche descriptive », sur le site de l'inventaire national du patrimoine naturel (consulté le 2 septembre 2021).
17. 1 2  « Liste des ZNIEFF de la commune de Girac », sur le site de l'Inventaire national du patrimoine naturel (consulté le 2 septembre 2021).
18. ↑  « ZNIEFF « la Dordogne quercynoise » - fiche descriptive », sur le site de l'inventaire national du patrimoine naturel (consulté le 1er septembre 2021).
19. ↑  « ZNIEFF la « rivière de la Cère et ruisseau d'Orgues » - fiche descriptive », sur le site de l'inventaire national du patrimoine naturel (consulté le 2 septembre 2021).
20. ↑  « ZNIEFF la « vallée de la Dordogne quercynoise » - fiche descriptive », sur le site de l'inventaire national du patrimoine naturel (consulté le 1er septembre 2021).
21. ↑  « ZNIEFF la « vallée et gorges de la Cère » - fiche descriptive », sur le site de l'inventaire national du patrimoine naturel (consulté le 2 septembre 2021).
22. ↑  « CORINE Land Cover (CLC) - Répartition des superficies en 15 postes d'occupation des sols (métropole). », sur le site des données et études statistiques du ministère de la Transition écologique. (consulté le 14 avril 2021).
23. 1 2 3  « Les risques près de chez moi - commune de Girac », sur Géorisques (consulté le 17 octobre 2022).
24. ↑  BRGM, « Évaluez simplement et rapidement les risques de votre bien », sur Géorisques (consulté le 13 septembre 2022).
25. ↑  DREAL Occitanie, « CIZI », sur occitanie.developpement-durable.gouv.fr (consulté le 13 septembre 2022).
26. ↑  « Dossier départemental des risques majeurs dans le Lot », sur lot.gouv.fr (consulté le 13 septembre 2022), partie 1 -  chapitre Risque inondation.
27. ↑  « Dossier départemental des risques majeurs dans le Lot », sur lot.gouv.fr (consulté le 13 septembre 2022).
28. ↑  « Dossier départemental des risques majeurs dans le Lot », sur lot.gouv.fr (consulté le 13 septembre 2022), chapitre Mouvements de terrain.
29. ↑  « Retrait-gonflement des argiles », sur le site de l'observatoire national des risques naturels (consulté le 13 septembre 2022).
30. ↑  « Liste des cavités souterraines localisées sur la commune de Girac », sur georisques.gouv.fr (consulté le 13 septembre 2022).
31. ↑  « Dossier départemental des risques majeurs dans le Lot », sur lot.gouv.fr (consulté le 13 septembre 2022), chapitre Risque transport de matières dangereuses.
32. ↑  Article R214-112 du code de l’environnement
33. ↑  « barrage de Saint-Étienne-Cantalès », sur barrages-cfbr.eu (consulté le 13 septembre 2022).
34. ↑  « barrage de Bort-les-Orgues », sur barrages-cfbr.eu (consulté le 13 septembre 2022).
35. ↑  « Dossier départemental des risques majeurs dans le Lot », sur lot.gouv.fr (consulté le 13 septembre 2022), chapitre Risque rupture de barrage.
36. ↑  Gaston Bazalgues, À la découverte des noms de lieux du Quercy : Toponymie lotoise, Gourdon, Éditions de la Bouriane et du Quercy, juin 2002, 127 p. (ISBN 2-910540-16-2), p. 112.
37. ↑  « Les maires de Girac », sur Site francegenweb, 19 février 2011 (consulté le 5 février 2017).
38. ↑  « Girac. Philippe Boissac nouveau maire de la commune », sur La Dépêche du Midi, 13 avril 2021 (consulté le 4 mai 2021).
39. ↑  « CARTE - Plan eau : découvrez la liste des territoires prioritaires dans la lutte contre les fuites », sur ici, par France Bleu et France 3, 31 mars 2023 (consulté le 1er juillet 2023).
40. ↑  L'organisation du recensement, sur insee.fr.
41. ↑  Calendrier départemental des recensements, sur insee.fr.
42. ↑  Des villages de Cassini aux communes d'aujourd'hui sur le site de l'École des hautes études en sciences sociales.
43. ↑  Fiches Insee - Populations de référence de la commune pour les années 2006, 2007, 2008, 2009, 2010, 2011, 2012, 2013, 2014, 2015, 2016, 2017, 2018, 2019, 2020, 2021 et 2022.
44. ↑  « Les régions agricoles (RA), petites régions agricoles(PRA) - Année de référence : 2017 », sur agreste.agriculture.gouv.fr (consulté le 14 février 2022).
45. ↑  Présentation des premiers résultats du recensement agricole 2020, Ministère de l’agriculture et de l’alimentation, 10 décembre 2021
46. ↑  « Fiche de recensement agricole - Exploitations ayant leur siège dans la commune de Girac - Données générales », sur recensement-agricole.agriculture.gouv.fr (consulté le 14 février 2022).
47. 1 2  « Église paroissiale Saint-Martin », sur pop.culture.gouv.fr (consulté le 2 juin 2021).